# Braval
Braval és una entitat declarada d'utilitat pública que a través del voluntariat ofereix suport socioeducatiu als joves del Raval de Barcelona des del 1998. Els seus objectius són «promoure la cohesió social, lluitar contra la marginació, prevenir l'exclusió social dels joves, i facilitar la incorporació dels immigrants a la nostra societat». Juntament amb el Terral, un centre específicament dedicat al desenvolupament de la dona, forma part de les iniciatives de solidaritat que es desenvolupen al voltant de l'església de Montalegre, d'ençà que el 1967 en té cura l'Opus Dei.
Entre el 1998 i el 2013 van participar 1.200 persones diferents en els programes, 150 de manera contínua durant els cinc cursos, 250 van trobar feina havent resolt tots els tràmits legals i administratius i 4 van acabar els estudis universitaris. Les activitats es van dur a terme amb un equip de 900 voluntaris, alguns procedents dels mateixos participants dels programes. Pel que fa exclusivament al curs 2012-2013 hi va haver 262 participants i 152 voluntaris de 30 països i 9 religions diferents que van dedicar més de 15.000 hores al Braval per ajudar els altres. L'absentisme escolar dels joves que van al Braval és gairebé inexistent, tenen el 80% d'èxit escolar a l'ESO, 16 alumnes fan estudis universitaris.

## Activitats

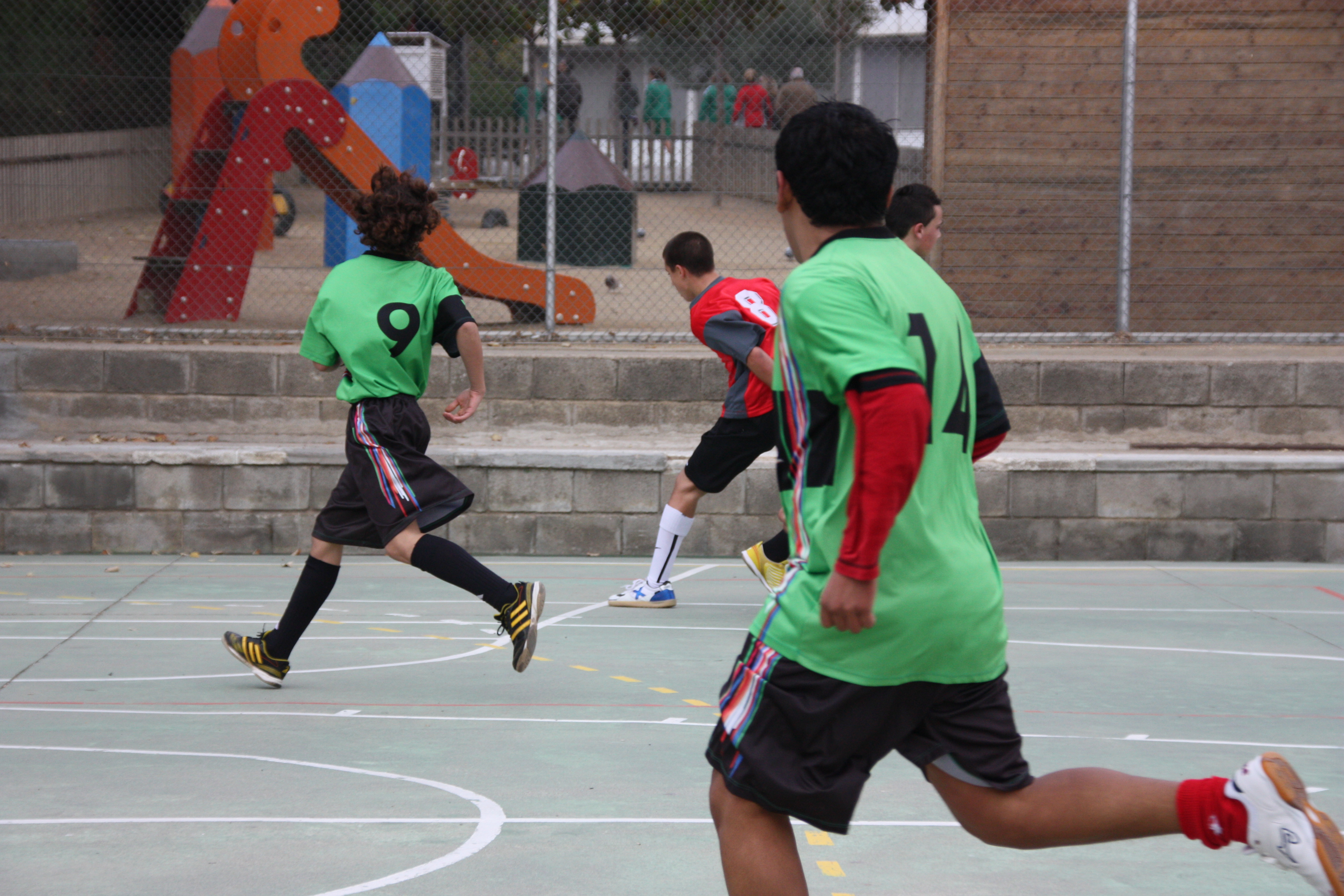
Partit de futbol sala d'un dels equips del Braval amb un altre equip, el 2010.

Els 5 equips de futbol-sala i 5 més de bàsquet del Braval competeixen als Jocs Esportius del Consell de l'Esport Escolar de Barcelona (CEEB) amb equips de tots els barris de la Ciutat. El president de l'entitat, Josep Masabeu, considera que participar en una lliga normalitzada «afavoreix l'acomodació i el coneixement mutu entre autòctons i immigrants». Els infants i joves de 4t, 5è i 6è de Primària, Eso, Batxillerat, Cicles Formatius i Universitaris poden estudiar cada dia de 18h a 20h amb una ajuda individual que faciliten els voluntaris. Cada noi té un voluntari que l'ajuda a adquirir hàbits d'estudi i convivència, conèixer el país i assumir comportaments i valors de la societat catalana. Aquest suport s'allarga alguns caps de setmana amb excursions, visites a museus i altres activitats. Cada trimestre els alumnes han de lliurar una fotocòpia de les qualificacions obtingudes a l'escola.
Durant el juliol, de dilluns a divendres, de 9h del matí a les 19:30h, nois de 7 a 14 anys, agrupats en grups homogenis d'edat, fan diverses activitats, adients a l'edat. Un element important són les activitats de coneixement del país, que faciliten l'arrelament d'aquestes persones a Catalunya. Voluntaris de diversos indrets ajuden a les diverses activitats. També participen en diverses activitats organitzades per altres entitas del Raval, organitzen unes colònies a la primavera, fan camps de treball i participen en la First Lego League, entre d'altres.
Als joves de més de 16 anys se'ls ofereix un assessorament personal per incorporar-se al món laboral, amb cursos, borsa de treball, i seguiment. Entre els cursos se n'ofereixen de català i castellà. Segons la web de l'entitat, faciliten eines educatives als pares i mares dels joves a través de reunions periòdiques i festes familiars, com la que se celebra al Nadal. També organitzen activitats per a fomentar el voluntariat. Des del 2005, Braval també és un centre de reflexió sobre la immigració a Catalunya. Duu a terme diverses activitats per aprofundir en el coneixement de la realitat migratòria i estar en condicions de donar-hi respostes adients i eficaces com les Converses sobre Immigració, els estudis, articles en mitjans, conferències, taules rodones, assistència a congressos i publicacions. Fins al 2013 han dut a terme 66 converses amb 304 participants entre periodistes, professors universitaris, empresaris, opinadors, i responsables polítics, de l'administració pública i d'entitats assistencials.

## Reconeixements
- 2018 Premi a la integració professional dels joves de la Fundació Novia Salcedo.[24]
- 2018 Premis de l'esport de la Fundació Catalana per a l'Esport[25]
- 2018 Nike-Fundació Rei Balduí[26]
- 2017 Premi Compta fins a tres de l'Ajuntament de Barcelona.
- 2013 Premi Valors a una trajectòria, de l'editorial Proteus, al president de Braval, Josep Masabeu.[27]
- 2013 Premi Compta fins a tres, de l'Ajuntament de Barcelona. Equip aleví A masculí de futbol 5 de Braval pel seu compromís durant tota la competició i el respecte que han mostrat en tot moment envers contrincants i tutors de joc.[28]
- 2011 Premi Compta fins a tres, de l'Ajuntament de Barcelona. Pel treball educatiu de l'entitat a través de l'esport, aportant sortides als joves del Raval.[29]
- 2010 Finalista del V Premi Internacional de Solidaritat en l'Esport, de l'Asociación Deporte y Desarrollo.[30]
- 2009 Premi de la Societat Econòmica Barcelonesa Amics del País. Premi a una institució dedicada a la integració social.[31][32]
- 2006 Premi Fons contra el racisme en el futbol, de la Fundació Rei Balduí de Brussel·les (KBF).[33]
- 2004 Premi Fair Play, de la Unió de Federacions Esportives de Catalunya i la Fundació Brafa.[34]